# Gail Devers
Yolanda Gail Devers, född 19 november 1966 i Seattle i Washington, är en amerikansk före detta friidrottare, främst sprinter. Under 1990-talet tillhörde Devers den yttersta världseliten på såväl 100 meter som på 100 meter häck. Devers vann totalt tre olympiska guldmedaljer och nio VM-guld (fem utomhus och fyra inomhus). Hon vann flera titlar under 1990-talet mot Merlene Ottey efter målfoto. Devers kändes lätt igen genom sin annorlunda stil; exempelvis sågs hon ofta med långa, blålackerade naglar.

## Devers karriär i korthet
Som ung talang på 100 meter och 100 meter häck var hon i träning inför de olympiska spelen i Seoul 1988. Då fick hon problem med migrän och förlust av synen. Hon kvalificerade sig ändå på 100 meter häck där hon slogs ut i semifinalen, men hennes hälsa förbättrades. Under 1990 fick hon diagnosen Basedows sjukdom och fick behandling för det. Hon återhämtade sig snabbt och under 1991 års världsmästerskap tog hon silver på korta häcken, knappt slagen av Ludmila Narozjilenko (12,59 för sovjetiskan och 12,63 för Devers).
Under 1992 års olympiska spel tog hon sig till final på 100 meter. Fem kvinnor placerade sig inom 0,06 sekunder men målfotot visade att Devers vann knappt över Jamaicas Juliet Cuthbert. Segertiden 10,82 var nytt personligt rekord för Devers. I samma olympiska spel ledde Devers finalen i 100 meter häck när hon slog i den sista häcken och stapplade över mållinjen som femte kvinna. Voula Patoulidou från Grekland vann otippat.
Under VM i Stuttgart 1993 vann hon 100 meter efter målfoto mot Merlene Ottey, båda noterade mästerskapsrekordtiden 10,82. Devers vann även guld på 100 meter häck, där hon satte nytt amerikanskt rekord (12,46) i finalen. I stafetten på 4x100 meter löpte Devers slutsträckan och var återigen inblandad i en målfotouppgörelse. Denna gång blev det dock silver då Rysslands Privalova var några tusendelar före, båda lagen fick tiden 41,49. Devers försvarade sedan titeln på 100 meter häck i Göteborg 1995.
Devers hade uppehåll från tävlandet under 2005 för att föda barn och återvände 2006. I OS 1996 i Atlanta blev det en repris mot Ottey, Devers vann på 100 meter efter målfoto. Precis som i VM 1993 fick de samma tid, nu 10,94. Devers blev därmed den första kvinna sedan 1968 att försvara den olympiska 100-meterstiteln. I finalen på 100 meter häck misslyckades Devers igen och slutade på fjärde plats, men i korta stafetten fick hon sin tredje OS-guldmedalj, då hon löpte andrasträckan i det amerikanska guldlaget.
Den 2 februari 2007 slog Devers den olympiska mästaren Joanna Hayes på 60 m häck under Millrose Games med tiden 7,86 - den bästa tiden i världen denna säsong och bara 0,12 från det amerikanska rekord hon satte 2003.

## Personliga rekord
| Gren          | Resultat(vind)                         | Ort                          | Datum                                      |
| ------------- | -------------------------------------- | ---------------------------- | ------------------------------------------ |
| 50 m (i)      | 6,02                                   | Liévin                       | 21 februari 1999                           |
| 60 m (i)      | 6,95                                   | Toronto                      | 12 mars 1993                               |
| 60 m häck (i) | 7,74                                   | Boston                       | 1 mars 2003                                |
| 100 m         | 10,82 (-1,0) 10,82 (-0,3) 10,82 (+1,5) | Barcelona Stuttgart Lausanne | 1 augusti 1992 16 augusti 1993 7 juli 1993 |
| 200 m         | 22,71 (+0,8)                           | Corvallis                    | 23 maj 1987                                |
| 100 m häck    | 12,33 (-0,3)                           | Sacramento                   | 23 juli 2000                               |
| Längdhopp     | 6,77 (-1,6)                            | Westwood                     | 16 april 1988                              |